# Holland (namn)

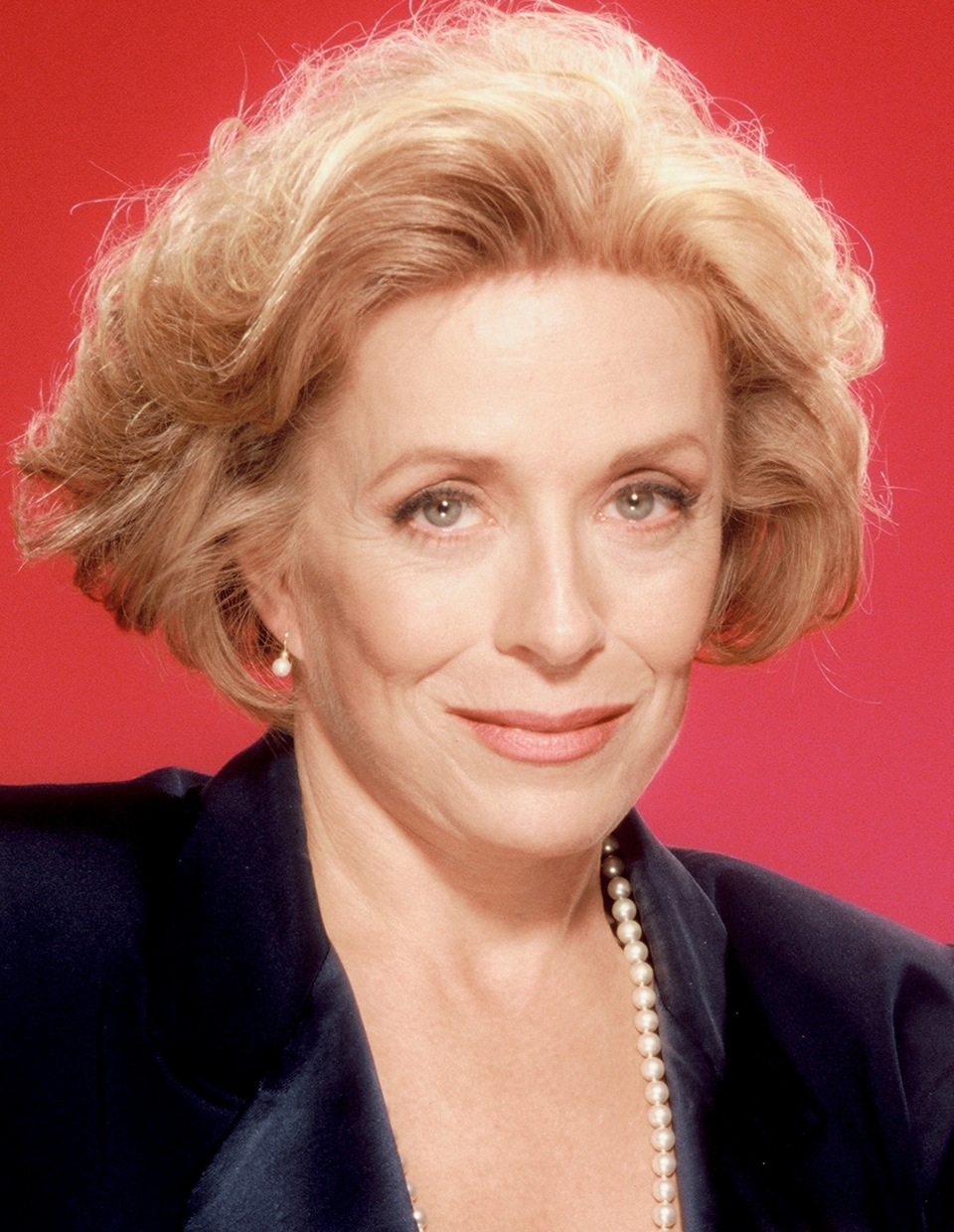
Holland Taylor cirka 1994.

Holland är ett könsneutralt förnamn. 
Den 31 december 2014 hade 2 män i Sverige Holland som förnamn men ingen som tilltalsnamn.
Namnsdag: saknas

## Personer med förnamnet
- Holland Roden (född 1986), amerikansk skådespelerska
- Holland Smith (1882–1967), amerikansk general i marinkåren
- Holland Taylor (född 1943), amerikansk skådespelerska
- R. Holland Duell (1824–1891), amerikansk politiker, republikan, kongressrepresentant för New York